# Coenonympha badensis
Coenonympha badensis är en fjärilsart som beskrevs av Rühl 1894. Coenonympha badensis ingår i släktet Coenonympha och familjen praktfjärilar. Inga underarter finns listade i Catalogue of Life.